# Acronicta continua
Acronicta continua är en fjärilsart som beskrevs av Barend J. Lempke 1939. Acronicta continua ingår i släktet Acronicta och familjen nattflyn. Inga underarter finns listade i Catalogue of Life.